# Mandat al președintelui Statelor Unite ale Americii

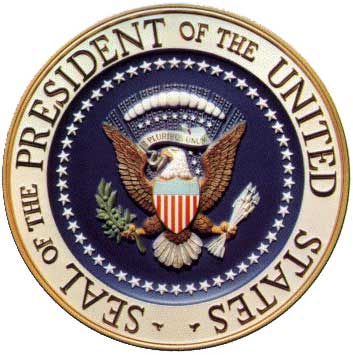
Sigiliul oficial al preşedintelui SUA

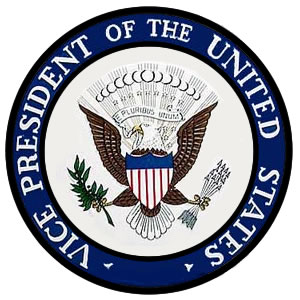
Sigiliul oficial al vicepreşedintelui SUA

Prin mandat, sau termen în funcție, se înțelege durata în timp pentru care un președinte al Statelor Unite ale Americii este ales pentru a servi în cea mai înaltă funcție oficială a țării sale.  Durata mandatului, sau termenului în funcție, a unui președinte american este aceeași cu cea a unui vicepreședinte al SUA, fiind de patru ani.  Mai precis, durata mandatului este de exact patru ani calendaristici din ziua, ora, minutul și secunda preluării funcției.  Începând cu alegerile prezidențiale din 1952, conform Constituției Statelor Unite, președinții americani pot servi maximum două mandate.

## Scurt istoric
Începând cu primul președinte al Statelor Unite, George Washington, care a servit de două ori câte patru ani (1789 - 1793 și 1793 - 1797), un fel de precedent neoficial a fost stabilit de acesta, "limitând" la două numărul de mandate - succesive (la majoritatea președinților) sau ne-succesive (în cazul lui Stephen Grover Cleveland) - pentru care un președinte avea "dreptul" de a candida, a fi ales și de a servi. Indiferent de motivul pentru care Washington ar fi făcut-o, următorii patru președinți americani (John Adams, Thomas Jefferson, James Madison și James Monroe) s-au conformat activ ideii de a servi maximum două mandate.
În realitate, până la adoptarea celui de-al douăzeci și doilea amendament al Constituției SUA, la 27 februarie 1951, nu exista nici o limitare legală pentru a candida și a fi ales de mai mult de două ori.  Astfel, în cazul lui Ulysses S. Grant, cel de-al optsprezecelea președinte al SUA, după ce acesta a servit două termene, între 1869 și 1877, și a încercat să candideze a treia oară în alegerile din 1880, a fost propriul său partid care nu l-a nominalizat. Mai târziu, Theodore Roosevelt, cel de-al douăzeci și șaselea președinte al SUA, a candidat pentru un al treilea mandat neconsecutiv, în 1912, fără însă să fi fost ales, deși primul său mandat a constat doar în terminarea mandatului președintelui William McKinley, care a fost asasinat în septembrie 1901. Ce de-al treizeci și doilea președinte american, Franklin Delano Roosevelt, a candidat și a fost ales de patru ori, dar nu a terminat cel de-al patrulea mandat. FDR, cum este adeseori numit plin de afecțiune, a servit în funcție pentru trei termene complete, decedând în cursul celui de-al patrulea, servind în total pentru mai bine de 12 ani (1932 - 1945).

## Limitarea numărului de termene
După moartea lui F. D. Roosevelt, Congresul nou ales, cel de-al 80-lea, majoritar republican, a dorit să clarifice problema limitării numărului de mandate.  La motivele istorice anterioare, fapte istorice cunoscute, care au fost prezentate de diverși membri ai Congresului, s-a adăugat și argumentul foarte logic, că orice președinte al Statelor Unite trebuie să fie limitat în a candida și a fi ales de mai mult de două ori datorită concentrării puterilor executive în mâna unei singure persoane, care ar putea ușor, în timp, să devină un conducător atât de puternic, încât de la transformarea sa dintr-un președinte într-un dictator ar fi doar un pas.